# Ancistrus variolus
Ancistrus variolus är en fiskart som först beskrevs av Cope 1872.  Ancistrus variolus ingår i släktet Ancistrus och familjen Loricariidae. Inga underarter finns listade i Catalogue of Life.